# Andrei Ciolacu
Andrei Cosmin Ciolacu (ur. 9 sierpnia 1992 w Bukareszcie) – rumuński piłkarz występujący na pozycji napastnika w Birkirkara.

## Kariera klubowa
Andrei Ciolacu urodził się w 1992 roku w Bukareszcie. Grę w piłkę nożną rozpoczynał w klubie Inter Gaz Bukareszt. Następnie przeniósł się do Rapidu Bukareszt, gdzie występował w drużynach młodzieżowych. W latach 2009–2011 grał on w drużynie rezerw tego klubu. W 2011 roku został włączony do kadry pierwszego zespołu. W Liga I zadebiutował 22 kwietnia w meczu przeciwko Astrze Ploeszti (0:0).
W sezonie 2011/2012 był wypożyczony do drugoligowej drużyny CS Otopeni, gdzie w 13 spotkaniach strzelił 7 goli. We wrześniu 2013 roku był on testowany przez Widzew Łódź. Z powodów finansowych nie zdecydowano się go zatrudnić.
W styczniu 2015 roku jego kontrakt z Rapidem został rozwiązany z winy klubu. Powodem tego były 6-miesięczne zaległości finansowe wobec niego. W tym samym miesiącu podpisał 1,5-roczną umowę ze Śląskiem Wrocław, jednakże w sierpniu tegoż roku został przesunięty do drużyny rezerw, nie rozegrawszy ani jednego spotkania w pierwszym zespole. W styczniu 2016 trafił do ASA Târgu Mureș.

## Kariera reprezentacyjna
Andrei Ciolacu w 2013 roku rozegrał 3 mecze w reprezentacji Rumunii U-21.